# Kryterium Eulera
Kryterium Eulera jest używane w teorii liczb celem sprawdzenia, czy dana liczba całkowita jest resztą kwadratową modulo {\displaystyle p,} gdzie {\displaystyle p} jest zadaną nieparzystą liczbą pierwszą.

## Definicja
Niech {\displaystyle a} będzie liczbą całkowitą, natomiast {\displaystyle p\geqslant 3} liczbą pierwszą.
Kryterium Eulera można zapisać przy użyciu symbolu Legendre’a
{\displaystyle \left({\frac {a}{p}}\right)\equiv a^{\frac {p-1}{2}}{\pmod {p}}}.
Czyli, rozpisując na przypadki, otrzymujemy:
- jeśli liczba {\displaystyle a} jest resztą kwadratową modulo {\displaystyle p,} to

{\displaystyle a^{\frac {p-1}{2}}\equiv 1{\pmod {p}}},
- jeśli liczba {\displaystyle a} jest nieresztą kwadratową modulo {\displaystyle p,} to

{\displaystyle a^{\frac {p-1}{2}}\equiv -1{\pmod {p}}},
- liczba {\displaystyle a} jest podzielna przez {\displaystyle p,} wtedy i tylko wtedy, gdy

{\displaystyle a^{\frac {p-1}{2}}\equiv 0{\pmod {p}}}.

## Dowód
Dla {\displaystyle p|a} teza kryterium jest oczywista. Niech więc {\displaystyle a\not \equiv 0{\pmod {p}}.} Korzystając z małego twierdzenia Fermata otrzymujemy
{\displaystyle 0\equiv a^{p-1}-1\equiv \left(a^{\frac {p-1}{2}}-1\right)\left(a^{\frac {p-1}{2}}+1\right){\pmod {p}}.}
Zatem {\displaystyle a^{\frac {p-1}{2}}\equiv \pm 1{\pmod {p}}.}
Jeśli {\displaystyle a} jest resztą kwadratową modulo {\displaystyle p,} to istnieje liczba {\displaystyle b} taka, że {\displaystyle a\equiv b^{2}{\pmod {p}},} stąd {\displaystyle a^{\frac {p-1}{2}}\equiv b^{p-1}\equiv 1{\pmod {p}}.}
Lemat. W zbiorze {\displaystyle \{1,2,\dots ,p-1\}} jest tyle samo reszt co niereszt kwadratowych modulo {\displaystyle p.}
Dowód. Niech {\displaystyle s={\frac {p-1}{2}}.} Zauważmy, że wśród {\displaystyle 1^{2}{\text{(mod }}p),2^{2}{\text{(mod }}p),\dots ,s^{2}{\text{(mod }}p)} jest {\displaystyle s} różnych reszt kwadratowych. Jeśli dla pewnych {\displaystyle 1\leqslant a<b\leqslant s} zachodziłoby {\displaystyle a^{2}{\text{(mod }}p)=b^{2}{\text{(mod }}p),} to otrzymalibyśmy {\displaystyle (b-a)(b+a)\equiv 0{\pmod {p}},} co wobec narzuconych ograniczeń jest niemożliwe. Ponieważ każda niezerowa warstwa jest równa {\displaystyle a{\text{(mod }}p)} lub {\displaystyle -a{\text{(mod }}p)} dla pewnego {\displaystyle 1\leqslant a\leqslant s,} a takie dwie mają ten sam kwadrat, więc wskazaliśmy już wszystkie reszty kwadratowe. Niereszt kwadratowych jest więc {\displaystyle p-1-{\frac {p-1}{2}}={\frac {p-1}{2}}.}
Korzystając z lematu wiemy, że równanie {\displaystyle a^{\frac {p-1}{2}}\equiv 1{\pmod {p}}} ma rozwiązanie tylko wtedy, gdy {\displaystyle a} jest resztą kwadratową. Zatem jeśli {\displaystyle a} nie jest resztą kwadratową, to {\displaystyle a^{\frac {p-1}{2}}\not \equiv 1{\pmod {p}}\Rightarrow a^{\frac {p-1}{2}}\equiv -1{\pmod {p}},} co wynika z równości uzyskanej poprzez małe twierdzenie Fermata.